# Wahoo, Nebraska
Wahoo är en ort (city) i Saunders County i delstaten Nebraska i USA. Orten hade 4 818 invånare, på en yta av 7,60 km² (2020). Wahoo är administrativ huvudort (county seat) i Saunders County.
Den svenske Titanic-överlevaren Carl Olof Jansson bosatte sig i Wahoo.

## Kända personer från Wahoo
- George Wells Beadle, genetiker
- Howard Hanson, kompositör
- Darryl F. Zanuck, filmproducent